# Дубровка (Мокровское сельское поселение)
Дубровка — деревня в Куйбышевском районе Калужской области России.
Население — 50 человек (1 января 2010 года)

## География
Деревня расположена по обоим берегам речки Хмелевка. В XX веке речку перекрыли плотиной и, в результате, образовался водоем длиною 700 метров и наибольшей шириной 102 метра. Через деревню проходит автомобильная асфальтированная дорога от села Закрутое, которая в соседнем селе Мокрое разделяется на два направления: прямо — до железнодорожной станции Бетлица и далее на города Киров и Брянск; направо — до федеральной дороги А-101 (Москва — Рославль). Расстояние от Дубровки по автомобильной дороге: до Москвы — 350 км, до Кирова — 40 км, до Брянска — 100 км.

## История
До конца XVI века земли, где расположена деревня входили в состав Великого княжества Литовского. Принадлежала деревня боярину о чём свидетельствует название опушки за деревней. Местные жители её называют «Боярской». Это название передается из поколения в поколение жителями деревни.
Первое картографическое упоминание Дубровки датируется 1776 годом на геометрической карте Калужского наместничества, в то время деревня входила в состав Серпейского уезда. Согласно генерального плана межевания земель 1790 года, принадлежала Дубровка дворянам Семичевым. Последний владелец деревни и жителей — её помещик, коллежский советник Семичев Николай Евлампьевич. После отмены крепостного права в деревне было 44 двора, население: мужского пола 199 душ, женского пола 213 душ. К 1914 году население деревни увеличилось до 802 человек. Согласно переписи населения 1926 года население деревни уменьшилось до 698 жителей. В период сплошной коллективизации сельского хозяйства в Дубровке был создан колхоз «Сотрудник». Со 2 октября 1941 года деревня была оккупирована немецко-фашистскими войсками. Оккупация продолжалась до 7 октября 1943 года. Многие жители деревни были отправлены немцами в Германию и в места принудительного содержания. После освобождения в деревне реанимировали колхоз «Сотрудник».
В послевоенный период население деревни постоянно уменьшалось и в настоящее время составляет 50 человек. Имеется 51 дом, из них 12 — дачные.

## Экономика
Имеется частный завод по обработке древесины. Экономика на очень низком уровне(по факту, её нет), деревня вымирает.